# 役割語

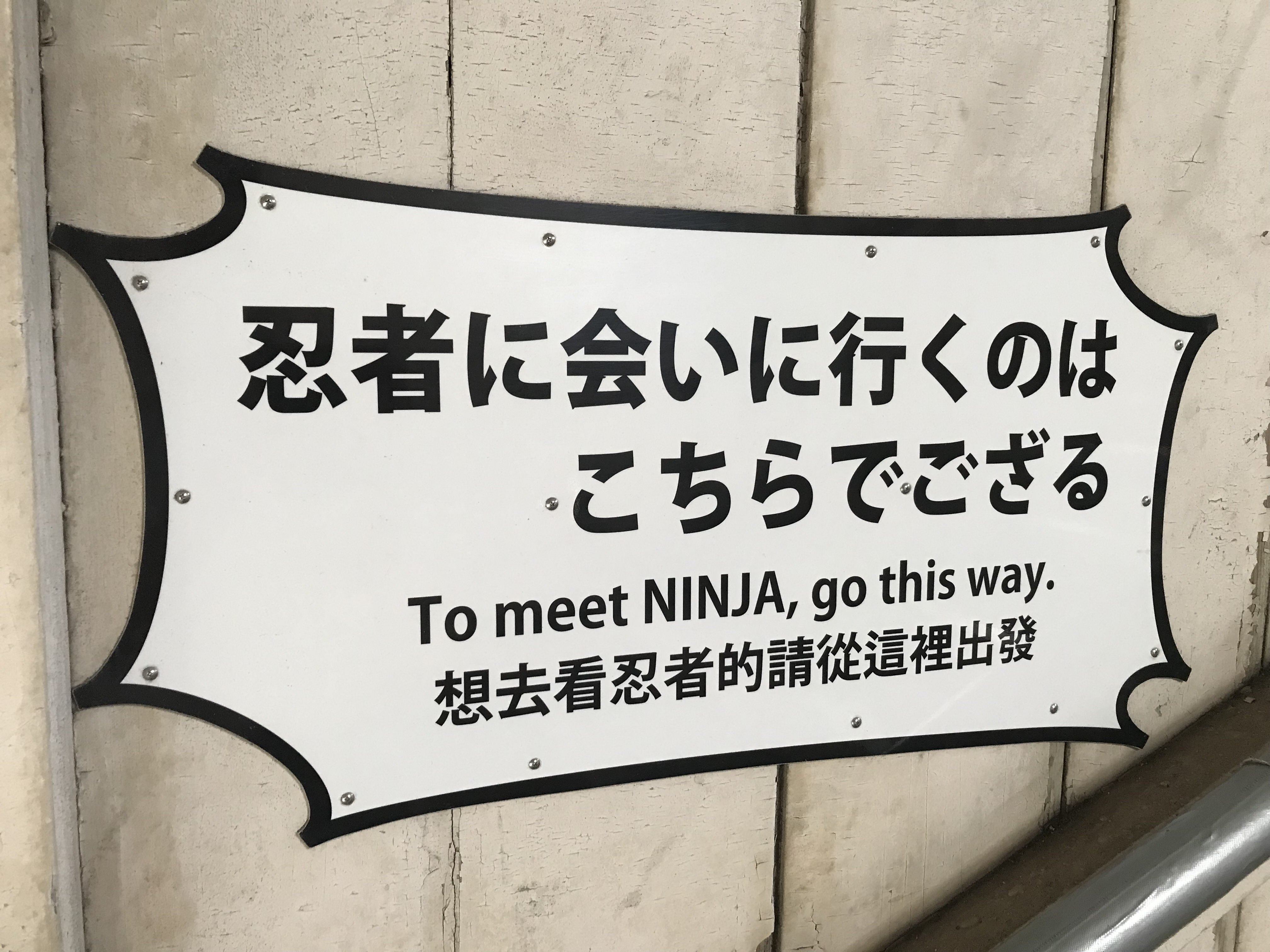
忍者を想起させる役割語の例（三重県伊賀市）

役割語（やくわりご）とは、話者の特定の人物像（年齢・性別・職業・階層・時代・容姿・風貌・性格など）を想起させる特定の言葉遣いである。主にフィクションにおいてステレオタイプに依存した仮想的な表現をする際に用いられる。小説家の清水義範のように以前から指摘する者はあったが、日本語学者の金水敏がその歴史的変遷を精査し「役割語」と命名したことを機に、言語学の研究対象として捉えられるようになった。

## 役割
様々な物語作品やメディア作品（外国語作品の翻訳も含む）、特に子供向け作品やB級作品において、老人は「そうなんじゃ、わしは知っとるんじゃ」、貴婦人は「そうですわ、わたくしは存じておりますわ」のような言葉遣いを用いる。そのような言葉遣いの老人や貴婦人は現実にはほとんどいないが、日本語話者であれば言葉遣いを見聞きするだけで「老人」「貴婦人」のイメージを自然に思い浮かべることができる。これらは物語作品やメディア作品で繰り返し使われることで、特定のイメージが社会で広く共有されるに至った言葉遣いである。物語の中で、老人としての役割を担う登場人物は老人の役割語を、貴婦人としての役割を担う登場人物は貴婦人の役割語を話すのである。
役割語は、「標準語」とメディアの発達に伴って複雑化してきたものである。東京で作られた「標準語」のコンテンツがメディアによって日本全国に発信され受容されることで、「標準語」の台詞は日本全国どの方言話者でも容易に自己同一化（感情移入）できるものとなり、同時に非「標準語」が役割語として生産・拡散・固定化されていくのである。そのため、役割語には感情移入を妨げて脇役であることを示す効果があり、フィクションの主人公が強烈な役割語を話すことは少ない（主人公の個性として、ある程度の役割語は付加される）。主人公が強烈な役割語を話す場合や、登場人物がそのステレオタイプに合った役割語を話さない場合には、特別な設定を描写する必要が出てくる。
役割語はフィクションの中だけでなく、日本語以外の話者の発言を日本語に翻訳する際にも現れる。例えば日本のスポーツ報道において、原語では同じ一人称「I」を使用しているにもかかわらず、陽気でひょうきんな印象を持つウサイン・ボルトは「俺」、知的でストイックな印象を持つタイガー・ウッズは「僕」と異なる訳語が振られることがある。金水は「全ての選手が一律に『私』と邦訳されては味気なくなってしまうため、一定程度のキャラクター性を与えることは必要」と述べつつ「『加工された個性』であることに書き手も読み手も留意して、スポーツを楽しむのが良いのではないか」と指摘している。
金水は、役割語のイメージ喚起力を認め、役割語なくして日本語の作品は成り立たないとしているが、型通りの役割語の多用は日本語の本来の多様性を覆い隠し、陳腐さと表現の狭さをもたらすことを指摘している。また役割語は差別的なステレオタイプに鈍感であり、安易な役割語の使用は、時として表現者の意図した、あるいは意図しない偏見・差別意識を伝えてしまう場合もあると金水は述べている。
清水義範は『日本語必笑講座』において、小説の中で使われる言葉について記号論的に以下のように述べている。

## 日本語での例
役割語は実際に話されている（または話されていた）位相語をステレオタイプ化させたものが多いが、人工的に創作されるものもある。役割語を特徴づける要素は様々あるが、人称代名詞（特に一人称代名詞）と文末表現が重要な指標となる。

### 老人語
フィクションにおける老人語は、一人称「わし」や断定「じゃ」、打ち消し「〜ぬ（〜ん）」、「おる」など、西日本方言的な特徴を持つ。こうした表現は現代の広島弁などに似ているが、起源は江戸時代の上方語と考えられている。江戸時代前期には江戸語が未確立で、江戸においても上方語が規範的な言葉とされていた。江戸時代後期になると町人層で江戸語が確立していくが、保守的な老人や知識人は上方風の言葉を使い続けたと考えられる。そこから、歌舞伎や戯作などで老人を表現するのに誇張した上方風の言葉が使われるようになり、江戸において老人の役割語として固定化されていったという。

### 方言
特定の地域の方言、または架空の似非方言（複数の方言の合成など）が役割語として使用されることもある。例えば、農民や田舎者を表現する際には、東北地方と関係のない設定でも、「おら〜するだ」のような東北弁風の似非方言が使われる。大阪弁は商人・道化役と結びつけられやすい（大阪弁#役割語としての大阪弁を参照）。九州弁・広島弁・土佐弁には男性的な言葉というイメージがあり、特に広島弁はヤンキーや不良、ヤクザと結びつけられやすい。これらは九州男児や坂本龍馬のイメージとヤクザ映画の影響が大きい。児童文学作家のさねとうあきらは、「〜じゃのう」などの児童向けの昔話に使われる似非方言について、「民話にとっての『標準語』『エスペラント語』」、「『これは地方の話だよ、今の話ではないよ、話しているのはお年寄りだよ』ということを示す仕掛け」であるといい、山奥の話では「おら」「〜だべ」などの東北弁風、海が舞台で南を思わせる話では「わし」「〜じゃ」などの関西・九州弁風、というように似非方言を使い分けているという。

### 有りんす詞（ありんすことば）
「なんだか、ご法事にあふやうでありんす」などと出身を分からなくするために、花魁の言葉のうち、なかば人工的に作られた廓詞のこと。「ありんす」は「あります」の音変化で新吉原の遊女が用いた。なお、金水はありんす言葉は江戸時代には一般的ではなく、明治以降に使用されるようになったとしている。

### アルヨことば

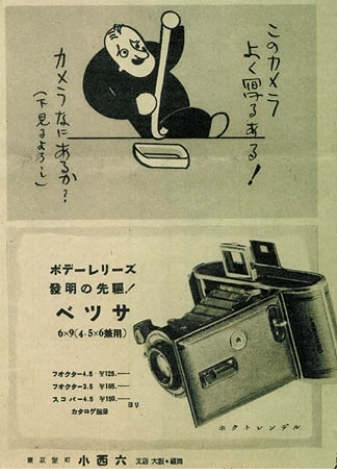
1937年の広告に見られる中国人の役割語

ステレオタイプな中国人を表現する際には、語尾「ある」（〜あるよ、〜あるね、〜あるぞ、〜あるか）や命令・依頼表現「〜するよろし（い）」、助詞の省略などの特徴を持つ役割語が用いられる。こうした表現は幕末から明治にかけての外国人居留地で自然発生したピジン日本語（横浜ピジン日本語）に由来するとされるが、当時は中国人に限らず西洋人も使っていた言葉遣いで、「ある」ではなく「あります」という形も多かった。その後、台湾や満州などへの日本人の大量入植に伴い、中国人と日本人の接触が増え、ピジン日本語が多用されたため（協和語も参照）、「中国人=アルヨことば」というイメージが固定化された。
金水によれば、文法的な面から次のような特徴が指摘されるという。
- 動詞・形容詞原形およびタ形、動詞の打ち消し「〜ない」、名詞、形容動詞語幹に「ある」が付いて、文末を構成する。平叙文では「〜ある」「〜あるよ」「〜あるな」等の形になり、疑問文では「〜あるか」となる。
- 依頼・命令を表す形式として、動詞原形のうしろに「よろし（い）」が付いて、「買うよろし（い）」等となる。
- 丁寧体・普通体の区別はない。
- 「が」（を）等の助詞が欠落することがある。
- その他、音声的な訛りが伴う。

#### 用例
- 「東洋兵（）わるい、それ云ふポコペンある、戦争わるい、仕方ない、汝（）畑鋤く、私一緒に鋤く、汝（）安心するよろしい。」
北原白秋『白秋詩集 第一巻』(1920年)内「地雷爆発」より
- 「それ、あまり同情ない。わたし商売たたない。わたしおまんまたべない。わたし往生する、それ、あまり同情ない。」
宮沢賢治『山男の四月』(1924年)より
- 「ああ──ああ、わたし耳、ためため、大きい声きこえる、小さい声きこえない。わたし耳、ためためあるよ」
海野十三『浮かぶ飛行島』(1938年)より

### 言語不自由な人の言葉
「アルヨことば」に近いが、丁寧語が使用され「あります」となる。『世界戯曲全集 第十二巻 独墺篇 (2) 獨逸古典劇集』や『伊藤痴遊全集』などで使用されている。

#### 用例
- 「私少佐さんにお話することある、それ大変緊急あります。私少佐さんに知らせる事ある。少佐さん大変喜ぶあります。」
『世界戯曲全集 第十二巻 独墺篇 (2) 獨逸古典劇集』(1930年) P.92 (「ミンナ・フォン・バルンヘルム（英語版）」第四幕内)
- 「それ、よろしい。まことに、よろしいこと、あります。その建白します、書面見ること、よろしい、ありますか」
『伊藤痴遊全集 続 第六巻』平凡社、1931年、p.116

### キャラ語尾
登場人物の台詞に手っ取り早く個性を加える表現方法として、発話の最後に特定の語尾を付ける役割語がある（モーグリの「〜クポ」、コロ助の「〜ナリ」、ラムの「〜だっちゃ」、実況パワフルプロ野球の矢部明雄の、「～やんす」、動物を擬人化させた際の「〜ワン」や「〜ニャ」など）。これを金水は「キャラ語尾」と名付け、のちに定延利之、定延利之・張麗娜は、「キャラコピュラ」、「キャラ助詞」と「キャラ終助詞」に分けられるとした。
ゲームキャラでは前述の「クポ」「やんす」など奇妙な語尾が多い。これは話者が誰かを読み手にわかりやすくさせるためである。前述の「実況パワフルプロ野球」の制作スタッフだったゲームクリエイターの西川直樹によると、かつてのゲームでは吹き出し機能がなく、セリフの表示欄が１つしかなかったので、誰が喋っているのか分からなくなるため「あえて（主人公以外の）相棒にはおかしな喋り方をさせた」のだという。

### 千と千尋の神隠し
金水によれば、『千と千尋の神隠し』で、湯婆婆は「～かね」「～おくれ」などのおばあさん語を多用し、ハクは「そなた」という神様語を話し、リンは「メシだよ」「～かよ」など男性語を話す。リンには「強い少女像を際立たせるために、あえてジェンダー観をずらした役割語が使われている」。千尋は特徴のないことが特徴であるという。

### 人間以外
金水によれば、人間以外のキャラクターを表現する役割語も存在する。宇宙人語である「ワレワレハウチュウジンダ」やロボット語などが該当する。

## 他言語での例
日本語以外の言語にも役割語は存在するが、役割語がどの程度確立されているか、どの要素が役割語の指標となるかは言語ごとに違いがある。そのため、役割語のイメージを他言語間で共有することは難しく、物語作品やメディア作品が翻訳される際、役割語の翻訳の仕方によって、作品や登場人物の印象が原語版と変わってしまうことが多々ある。例えば『吾輩は猫である』は、猫が「吾輩」や「である」という堅く偉ぶった言葉を使うところに可笑しさがあるが、『I Am a Cat』や『我是猫』と翻訳されるとその可笑しさは削がれてしまう。

### 英語
英語では、人称代名詞のバリエーションが少なく、また方言の使用が地方色よりも「無教養」というイメージに結びつきやすいなど、日本語に比べて役割語の使用は限られている。英米文学で訛りや俗語らしさを表現する手法として、読むのに支障が出ない程度に綴りを意図的に崩す「視覚方言」（Eye dialect）がある。
ポーランドボールでは、非母語話者の英語に多数のブロークン・イングリッシュが使われている。また、国毎に異なる口癖や間投詞や笑い声が使われている。キャラ語尾相当のものには、シンガポールのlah（シングリッシュからの借用）、日本のdesu（助動詞「です」の借用）がある。

### 朝鮮語
朝鮮語では、日本語の男性語・女性語・老人語ほどはっきりした役割語ではないものの、敬語の使い分けなどによって性別や年齢の違いをある程度表現できる（朝鮮語の文法#敬語）。方言のステレオタイプでは、ソウル方言は東京方言と同じように標準的で都会的、北部の咸鏡・平安方言は東北方言と同じように素朴で地味といったイメージがある。

### 中国語
中国語では、書面語と口語の使い分けで役割語を区分けしているケースがある。例えば、『三国志演義』では、旧皇族で都会人の劉備は書面語で話すが、義兄弟の張飛はかなり乱暴な口語で話す。これは張飛の出身地・燕が北宋時代以降、騎馬民族のモンゴル族根拠地となった（燕雲十六州参照）ことがあり、「漢児言語」という一種のピジン語が話されていたことから、その影響ではないかという研究がある。このため、翻訳でも張飛の言葉は方言で訳されることが多い。後述のように村上知行は張飛は一人称が「俺」で、しゃべり言葉はべらんめえ調の江戸方言にしており、これに対して劉備は「わたくしは劉備といいます。漢の皇室の血すじのものです。」と折り目正しい標準語で話させている。劉備の師の盧植は更に尊大に「わが輩は今ここで張角を包囲中である」と老人語を用いている。

### 比較例
レッシングの戯曲『ミンナ・フォン・バルンヘルム』の原文では、登場人物のリッコーがフランス語風のドイツ語を話している。翻訳された英語版では視覚方言 (dat、vary等)や借用語を使用し、日本語版ではアリマス言葉を使用している。前記の『三国志演義』の実例も示す。
| 言語            | 出典                                               | 本文 |
| --------------- | -------------------------------------------------- | --- |
| ドイツ語 (原文) | Minna von Barnhelm, oder, Das Soldatenglück (1763) | Riccaut. Ik hätt ihn zu sprek, sehr nothwendik. Ik komm ihm bringen eine Nouvelle, davon er sehr frölik seyn wird.  |
| 英語            | ハーバード・クラシクス 第26巻 (1910)               | Ric. It is vary necessaire dat I speak him. I come and bring him a nouvelle, of which he will be vary much at ease. |
| 日本語          | 世界戯曲全集 第十二巻 (1930年) 関口存男訳          | リッコー 私少佐さんにお話することある、それ大変緊急あります。私少佐さんに知らせる事ある。少佐さん大変喜ぶあります。 |

| 言語          | 出典                                                 | 本文 |
| ------------- | ---------------------------------------------------- | --- |
| 中国語 (原文) | 三國演義 羅貫中撰, 毛宗崗批評,（1666年頃）           | 某姓張，名飛，字翼德。世居涿郡，頗有莊田，賣酒屠豬，專好結交天下豪傑。適纔見公看榜而嘆，故此相問。 |
| 日本語        | 三国志（一）竜戦虎争の巻(1968年) 河出書房 村上知行訳 | 「おれ、 張ッてのよ、名は飛、あざなは翼徳。先祖の代から涿県にすみ、やしきもある、畑もある、商売は酒・豚肉だ。天下の豪傑がたとおつきあいを願っ ているんだが、時に、おめえさん、高札をみてフーフーたあ、どうしなすった？」 |